# Омеланден
Омеланден (српски: околне земље) су делови провинције Гронинген који окружују сам град Гронинген. Често се користи и као синоним за провинцију, у изразу Град и Омеланд (хол. Stad en Ommeland).
Ова област је некада била Фрисландско говорно подручје, али је под утицајем Саксонаца из самог града Гронингена, ово подручје преузело саксонски дијалект. Остаци Фрисландске прошлости се виде на застави Омеландена, која доста личи на заставу провинције Фрисланд, али су пруге доста уже, а црвена боја срца је доста јача.
Регија се састоји од следећих региона: Вестерквартир (Westerkwartier), Хунсинго (Hunsingo), Фифелинго (Fivelingo), Гронинген (Groningen), Хорехт (Gorecht), Хогеланд (Hogeland), Волстрејк (Woldstreek) и Вестерволде(Westerwolde).